# Agrotis arenarius
Agrotis arenarius là một loài bướm đêm trong họ Noctuidae.